# Johann Gottlieb Jahn
Johann Gottlieb Jahn (* 24. Januar 1804 in Droßdorf; † 3. Januar 1878 in Oelsnitz/Vogtl.) war ein deutscher Lehrer, Abgeordneter und Journalist.

## Leben
Nach dem Besuch der Stadtschule Plauen im Vogtland ging Johann Gottlieb Jahn im Jahre 1824 an die Universität Leipzig, wo er Theologie studierte. 1827 wurde Jahn in Holzzelle bei Eisleben Hauslehrer. Im darauffolgenden Jahr gründete er eine Sammelschule in der Stadt Oelsnitz im Vogtland, deren Rektorat er im Jahre 1831 übernahm. Im Revolutionsjahr 1848 legte er das Schulamt nieder und übernahm zu Michaelis die Reaktion des Oelsnitzer Wochenblattes.
1849 wurde Johann Gottlieb Jahn zum Vorstand der Stadtverordnetenversammlung in Oelsnitz erwählt und vertrat als Abgeordneter des 18. städtischen Wahlbezirks 1850, 1851 und 1854 Oelsnitz und das Vogtland in der II. Kammer der Ständeversammlung des Königreichs Sachsen.

## Schriften (Auswahl)
- Die Kirche zu Oelsnitz, 1836. Selbstverlag.
- Der letzte Mansfelder aus dem Hause Friedeberg, Eisleben, o. J.
- Geschichte des Schmalkaldischen Krieges, Leipzig, 1837.
- Chronik der Stadt Oelsnitz, des Schlosses und Amtes Voigtsberg, Oelsnitz, 1841.
- Sonst und jetzt. Lebensbilder aus der Vergangenheit und Gegenwart, Grimma, 1845.
- Der Aufstand in Oelsnitz und Umgegend am 7. Mai 1849, Oelsnitz, 1849.
- Sammlung auserlesener Gedichte, Oelsnitz, 1849.
- Denkschrift zur Jubelfeier des Augsburger 300jährigen Friedensjubiläum, Oelsnitz, 1856.
- Die deutschen Freiheitskriege von 1813–1815, Eisleben, 1850.
- Die Perlenfischerei im Voigtlande, Plauen, 1854.
- Jubelchronik über die stattgefundenen Festlichkeiten bei der 300jährigen Jubelfeier des Augsburger Religionsfriedens, Oelsnitz, 1856.
- Voigtländische Aphorismen, Oelsnitz, 1855–57.
- Geschichte des Sächs. Voigtlandes. Denkschrift zur Erinnerung an die vor 300 Jahren geschehene Vereinigung des Voigtlandes mit dem Churhause Sachsen, Oelsnitz, 1863.
- Denkschrift zur Einweihung der Voigtländischen Staatseisenbahn Herlasgrün - Eger, Oelsnitz, 1865.
- Geschichte des Bades Elster im Volgtlande, Oelsnitz, 1870.